# Parábola da Luz do Mundo

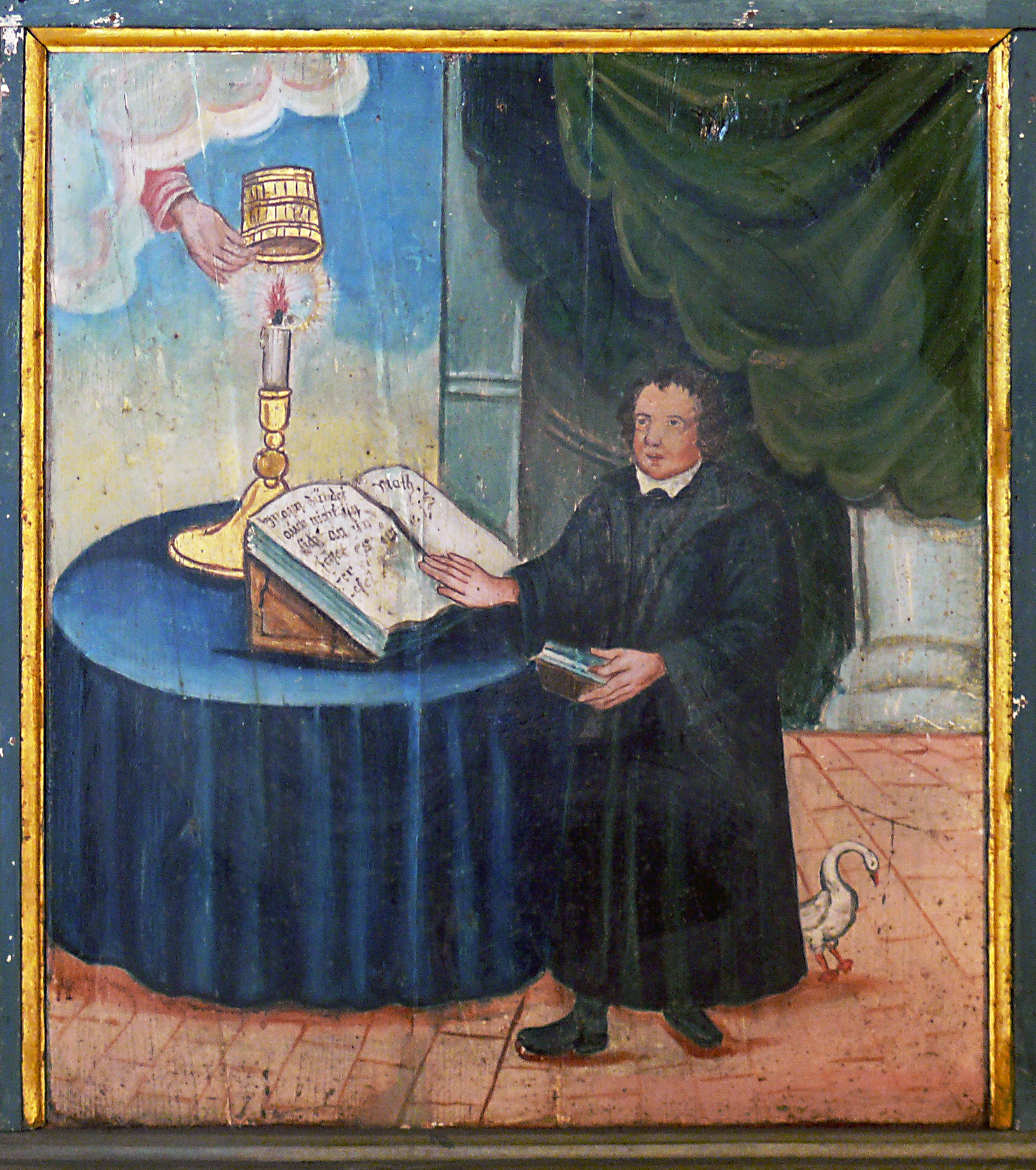
Luz sob o alqueire.
Por Hans Stiegler

A Parábola da Luz do Mundo, também conhecida como a Parábola da Lâmpada Debaixo do Alqueire, é uma das bem conhecidas parábolas de Jesus, aparecendo em três dos evangelhos canônicos do Novo Testamento. As diferenças encontradas em Mateus 5:14–15, Marcos 4:21–25 e Lucas 8:16–18 são pequenas e as três versões podem ser derivadas da mesma fonte. Uma versão abreviada da parábola também aparece no não canônico Evangelho de Tomé. Em Mateus, a parábola é uma continuação do discurso sobre Sal e Luz. Jesus queria faze los entender através dessa parábola, que uma vez iluminados pela luz do evangelho, deveriam eles levar essa luz a todas as pessoas.
"Alqueire" aqui é um uso antiquado para "vaso", "pote" ou "vasilhame".

## Narrativa
| “ | «Vós sois a luz do mundo. Não se pode esconder uma cidade situada sobre um monte; ninguém acende uma candeia e a coloca debaixo do módio, mas no velador, e assim alumia a todos os que estão na casa. De tal modo brilhe a vossa luz diante dos homens, que eles vejam as vossas boas obras e glorifiquem a vosso Pai que está nos céus.» (Mateus 5:13–16) | ” |

| “ | «Continuou: Porventura vem a candeia para se pôr debaixo do módio ou debaixo da cama? não é antes para se colocar no velador? Pois nada está oculto, senão para ser manifesto; e nada foi escondido, senão para ser divulgado. Se alguém tem ouvidos para ouvir, ouça. Também lhes disse: Atendei ao que ouvis. A medida de que usais, dessa usarão convosco; e ainda se vos acrescentará. Pois ao que tem, ser-lhe-á dado; e ao que não tem, até aquilo que tem, ser-lhe-á tirado.» (Marcos 4:21–25) | ” |

| “ | «Ninguém, depois de acender uma candeia, a cobre com um vaso ou a põe debaixo duma cama; pelo contrário coloca-a sobre um velador, a fim de que os que entram, vejam a luz. Pois não há coisa oculta, que não venha a ser manifesta; nem coisa secreta, que se não haja de saber e vir à luz.» (Lucas 8:16–17) | ” |

## Interpretação
Em Mateus, esta parábola é uma continuação do discurso sobre o Sal e Luz. A ideia central da parábola é que a "Luz deve ser revelada e não escondida". A luz tem sido interpretada como significando Jesus ou sua mensagem ou ainda a resposta dos crentes à mensagem.